# تشارلز إتش ألدريش
تشارلز إتش ألدريش (بالإنجليزية: Charles H. Aldrich)‏ هو محامي أمريكي، ولد في 28 أغسطس 1850 في مقاطعة لاغرانغ في الولايات المتحدة، وتوفي في 13 أبريل 1929 في شيكاغو في الولايات المتحدة.

## وصلات خارجية
- تشارلز إتش ألدريش على موقع إن إن دي بي (الإنجليزية)